# Олександр Усик — Ентоні Джошуа II
Бій Олександр Усик — Ентоні Джошуа II (англ. Oleksandr Usyk vs Anthony Joshua II), з назвою Лють на Червоному морі (англ. Rage on the Red Sea) — професійний боксерський поєдинок-реванш між чинним чемпіоном світу за версіями WBA (Super), IBF, WBO та IBO Олександром Усиком та колишнім чемпіоном світу Ентоні Джошуа, який відбувся 20 серпня 2022 року в Джидді, Саудівська Аравія.

## Передумови
25 вересня 2021 року відбувся поєдинок між чинним чемпіоном світу за версіями WBA (Super), IBF, WBO та IBO у важкій вазі, британцем Ентоні Джошуа, та обов'язковим претендентом за версією WBO, колишнім абсолютним чемпіоном світу в першій важкій вазі, українцем Олександром Усиком. Джошуа поступився одноголосним рішенням суддів (117—112, 116—112, 115—113), вдруге в кар'єрі втративши чемпіонські титули, а Усик став першим боксером після Евандера Холіфілда, який став чемпіоном світу в першій важкій та важкій вагових категоріях.
Через декілька днів промоутер Усика Олександр Красюк оголосив, що Джошуа має одностороннє право на проведення реваншу, яке було прописане в контракті на перший бій. Усик висловив бажання провести цей бій в Україні, на НСК «Олімпійський», але спільний промоутер боксерів Едді Гірн заявив, що це малоймовірно через складність отримання прибутку з такого місця проведення, а також висловив думку, що реванш знову відбудеться у Великій Британії.
Переговори між боксерами зупинило російське вторгнення в Україну, яке почалося 24 лютого 2022 року. Олександр Усик у той момент перебував у Великій Британії, обговорюючи деталі реваншу з Ентоні Джошуа, але після початку бойових дій одразу повернувся в Україну. Боксер закликав до припинення бойових дій та вступив до лав територіальної оборони, висловивши готовність захищати країну зі зброєю в руках. 25 березня Олександр у своєму профілі в Instagram повідомив, що вирішив розпочати підготовку до реваншу. Це рішення мотивував тим, що принесе більше користі для своєї країни спортивними перемогами.
Джошуа весь цей час займався пошуком нового тренера, відвідуючи різні відомі американські боксерські зали. Його новим тренером став Роберто Гарсія, який до цього тренував багатьох чемпіонів світу.
Переговори затримувалися через вибір місця проведення. Едді Гірн схилявся до проведення цього поєдинку у Великій Британії, але пропозиція із Саудівської Аравії виявилася прибутковішою. 19 червня офіційно оголосили, що бій відбудеться 20 серпня у Джидді.

## Перебіг поєдинку
У 5-му раунді Джошуа вдарив суперника нижче пояса, тому рефері зупинив бій, щоб дати українцю відновитися.
У 8-му раунді у Джошуа перехопив ініціативу, зокрема в нього пройшла комбінація з чотирьох потужних ударів по корпусу.
9-й раунд пройшов із повною перевагою британця. Він викидував велику кількість силових ударів, велика частина з яких була влучними. Усик, своєю чергою, майже ніяких ударів у відповідь не викидував, намагаючись маневрувати й відступати, щоб пережити важкий момент.
За хвилину до перерви українець зумів відновитися та провести один із найкращих раундів у поєдинку проти суперника, який був втомлений після свого спурту в попередній трихвилинці.
Останні два чемпіонські раунди також пройшли з перевагою українця.

## Суддівські записки
| Суддя          | Боксер         | Раунд | Раунд | Раунд | Раунд | Раунд | Раунд | Раунд | Раунд | Раунд | Раунд | Раунд | Раунд | Загалом |
| Суддя          | Боксер         | 1     | 2     | 3     | 4     | 5     | 6     | 7     | 8     | 9     | 10    | 11    | 12    | Загалом |
| -------------- | -------------- | ----- | ----- | ----- | ----- | ----- | ----- | ----- | ----- | ----- | ----- | ----- | ----- | ------- |
| Стів Грей      | Олександр Усик | 10    | 9     | 9     | 10    | 10    | 9     | 10    | 9     | 9     | 10    | 10    | 10    | 115     |
| Стів Грей      | Ентоні Джошуа  | 9     | 10    | 10    | 9     | 9     | 10    | 9     | 10    | 10    | 9     | 9     | 9     | 113     |
|                |                |       |       |       |       |       |       |       |       |       |       |       |       |         |
| Гленн Фельдман | Олександр Усик | 9     | 9     | 9     | 10    | 9     | 9     | 10    | 10    | 9     | 10    | 10    | 9     | 113     |
| Гленн Фельдман | Ентоні Джошуа  | 10    | 10    | 10    | 9     | 10    | 10    | 9     | 9     | 10    | 9     | 9     | 10    | 115     |
|                |                |       |       |       |       |       |       |       |       |       |       |       |       |         |
| Віктор Фесечко | Олександр Усик | 10    | 9     | 10    | 10    | 9     | 9     | 10    | 10    | 9     | 10    | 10    | 10    | 116     |
| Віктор Фесечко | Ентоні Джошуа  | 9     | 10    | 9     | 9     | 10    | 10    | 9     | 9     | 10    | 9     | 9     | 9     | 112     |

У чотирьох раундах судді одностайно віддали перемогу Усику, а трьох — Джошуа, у решті з мінімальною перевагою три раунди були за Усиком і два — за Джошуа. Цікаво, що український суддя був у меншості один раз, визнавши перемогу Джошуа у 3-му раунді, коли два інші судді віддали перемогу Усику. Американець, двічі перебуваючи у меншості, надавав перевагу Джошуа, а британець — один раз Джошуа, один — Усику.

## Після бою
Ентоні Джошуа був розчарованим результатом поєдинку, викинувши на емоціях пояси чемпіона WBA (Super) та The Ring за канати рингу. Після цього вийшов з рингу та прямував до роздягальні, але, заспокоївшись, повернувся. Він взяв мікрофон та у своїй промові визнав перемогу українця, розповів про тиск, який був на ньому в реванші, складність свого боксерського шляху, а також згадав про українських чемпіонів, які билися у важкі для країни часи.
Олександр Усик, своєю чергою, заявив, що цю перемогу він присвячує Україні й воїнам ЗСУ, також подякував Богу та виявив бажання провести бій лише з Тайсоном Ф'юрі, який володіє титулом WBC.